# De låga
De låga är en ö i Åland (Finland). De ligger i Skärgårdshavet och i kommunen Kumlinge i landskapet Åland, i den sydvästra delen av landet. Öarna ligger omkring 55 kilometer nordöst om Mariehamn och omkring 240 kilometer väster om Helsingfors.
Arean för den av öarna koordinaterna pekar på är 10,1 hektar och dess största längd är 440 meter i nord-sydlig riktning.
Runt De låga är det mycket glesbefolkat, med 5 invånare per kvadratkilometer.